# Bengt Risberg
Bengt Werner Risberg, född den 19 april 1909 i Bålby, Örebro län, död den 28 augusti 1990 i Stockholm, var en svensk företagsledare. Han var son till Werner Risberg.
Risberg avlade studentexamen i Örebro 1928 och blev diplomerad från Handelshögskolan i Stockholm 1931. Han genomförde skeppsmäklarepraktik i Göteborg 1931, anställdes vid Vin- & Spritcentralen 1933, blev direktörsassistent där 1942 och direktör (inköps- och försäljningschef) 1944. Risberg blev riddare av Vasaorden 1957. Han vilar på Skagershults kyrkogård.